# 白喉雨燕
白喉雨燕（学名：Aeronautes saxatalis）是雨燕科的一种雨燕，原生于北美西部，南至科迪勒拉山系西侧的洪都拉斯。白喉雨燕为候鸟，冬季时会迁移至南至加利福尼亚州中央谷地一带；在内陆的大盆地到不列颠哥伦比亚极南侧均有分布。
白喉雨燕体长可达16.5（6.5英寸），翼展35.5（14.0英寸），与其他北美雨燕的显著不同点是其可延伸至腹部的白色喉部羽毛。其上半身、腹部和胸侧羽毛呈黑色，下侧羽毛呈灰色。
与其余雨燕类似，白喉雨燕的小短腿仅用于攀爬立面或电线，从不主动在地面站立。